# Otopheidomenidae
Otopheidomenidae es una familia de ácaros perteneciente al orden Mesostigmata.

## Géneros
- Eickwortius Z. Q. Zhang, 1995
- Entomoseius Chant, 1965
- Hemipteroseius Evans, 1963
- Katydiseius Fain & F. S. Lukoschus, 1983
- Nabiseius Chant & Lindquist, 1965
- Orthopteroseius Mo, 1996
- Otopheidomenis Treat, 1955
- Treatia Krantz & Khot, 1962